# Portrait de Georges Clemenceau
Portrait de Georges Clemenceau est un tableau réalisé par le peintre français Édouard Manet en 1879-1880. Cette huile sur toile est un portrait de l'homme politique Georges Clemenceau debout les bras croisés à une tribune, devant un fond gris. Passée entre les mains d'Ambroise Vollard, l'œuvre est conservée depuis 1981 au musée d'Art Kimbell, à Fort Worth, au Texas, dans le Sud des États-Unis. Une autre version moins aboutie, passée par la collection privée de Louisine Havemeyer, se trouve à présent au musée d'Orsay, à Paris.

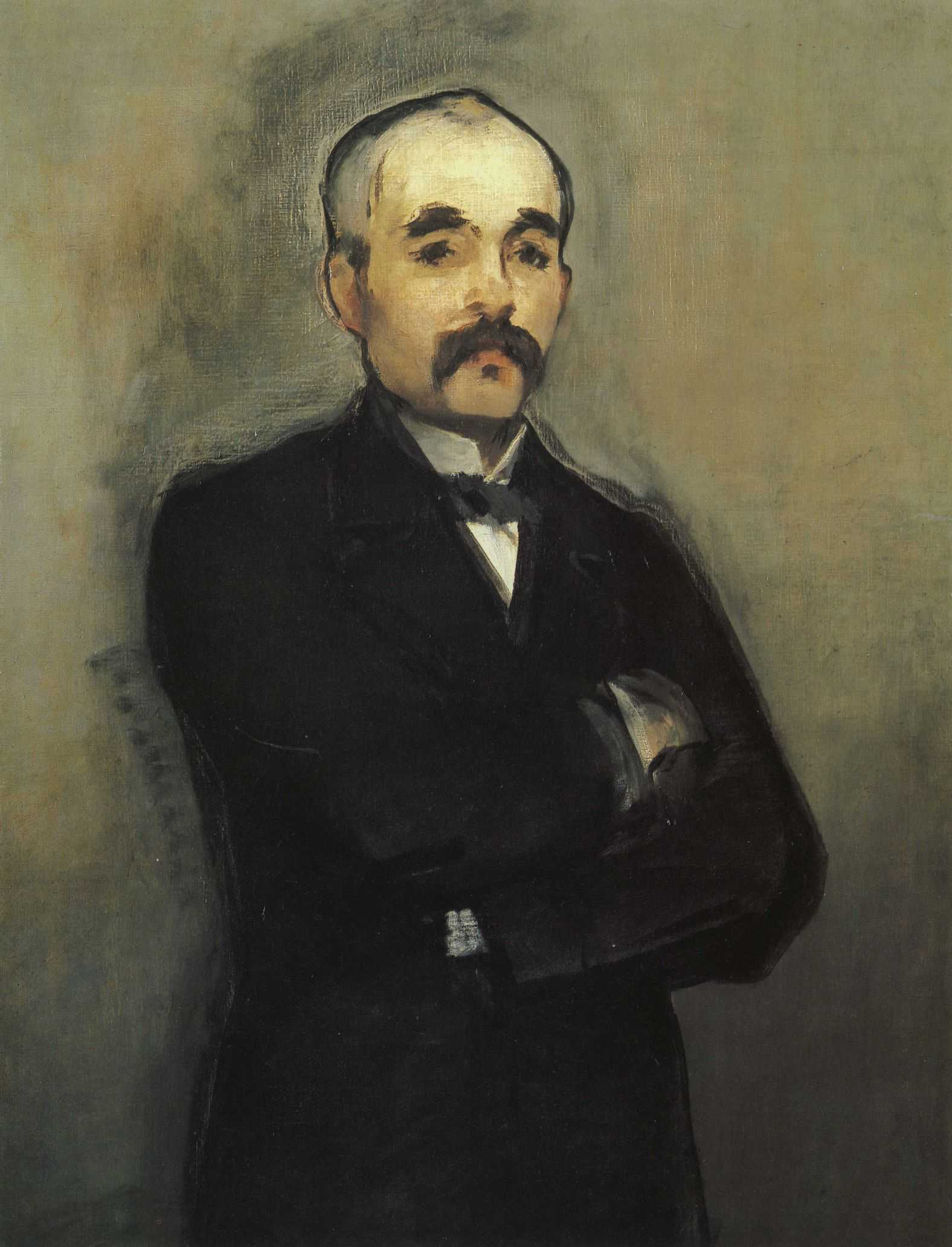
Portrait de Clemenceau, 1879-1880 – Musée d'Orsay, Paris.